# 西迪布濟德
西迪布济德（阿拉伯语：‎）是突尼斯共和国中部城市，西迪布济德省首府。
第二次世界大战期间，这里曾经是突尼斯战役重要战场。1943年2月德军在西迪布济德战役中击败了美军。
2010年12月17日，该市一位26岁青年穆罕默德·布瓦吉吉因抗议警察部门的粗暴执法而在政府大樓前自焚，並于次年1月4日不治身亡，随后引发了席卷全国的茉莉花革命。